# Revitalisation des bâtiments industriels à Hong Kong

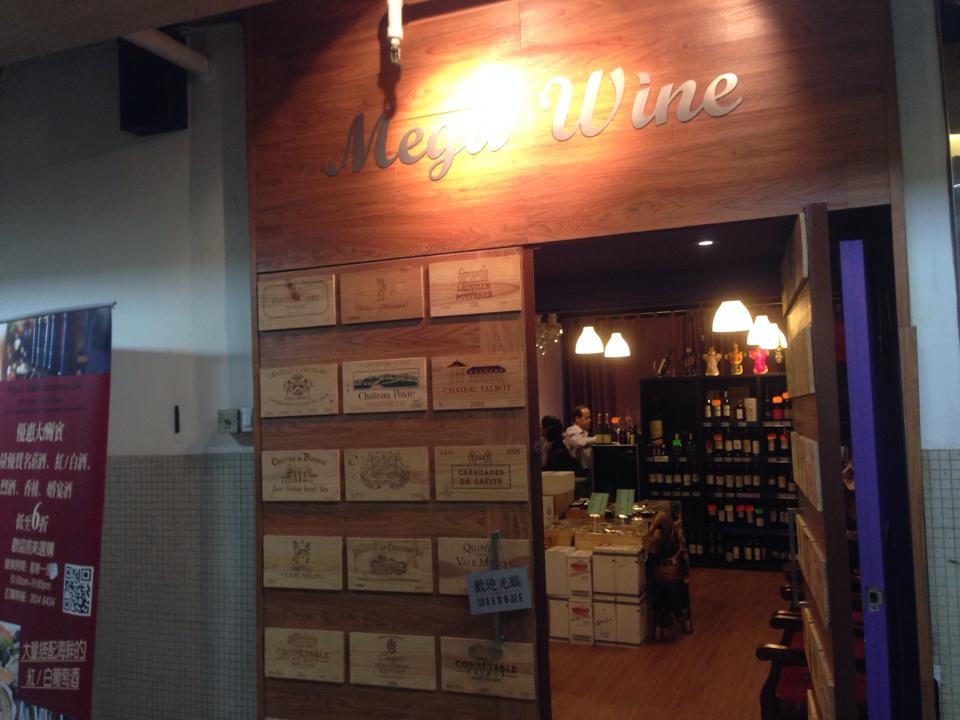
Boutique de vins dans un bâtiment industriel de Kwun Tong.

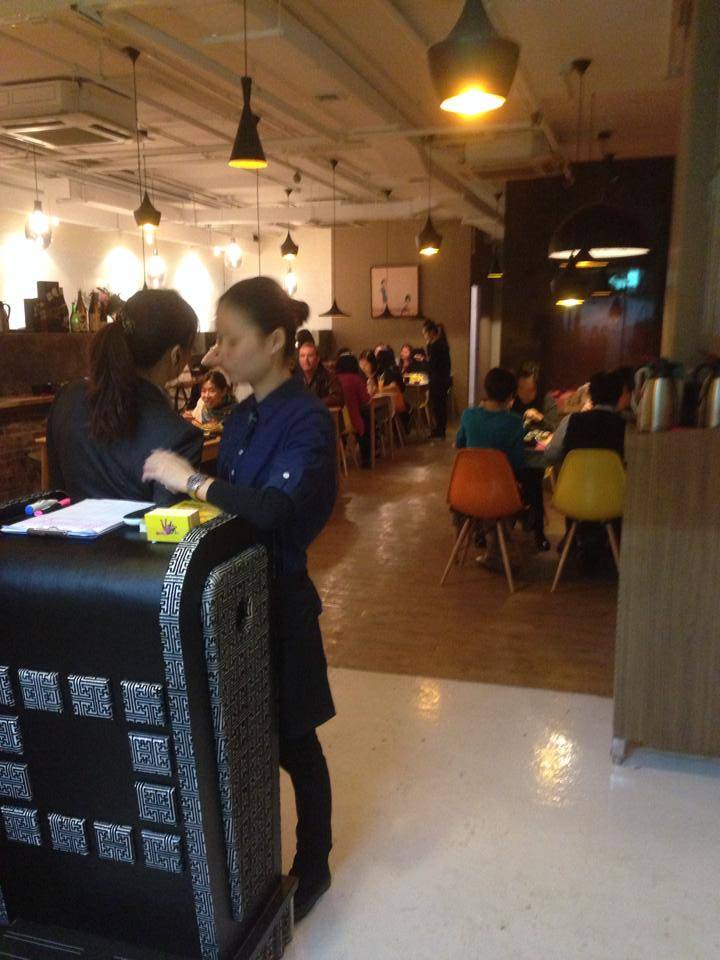
Restaurant japonais.

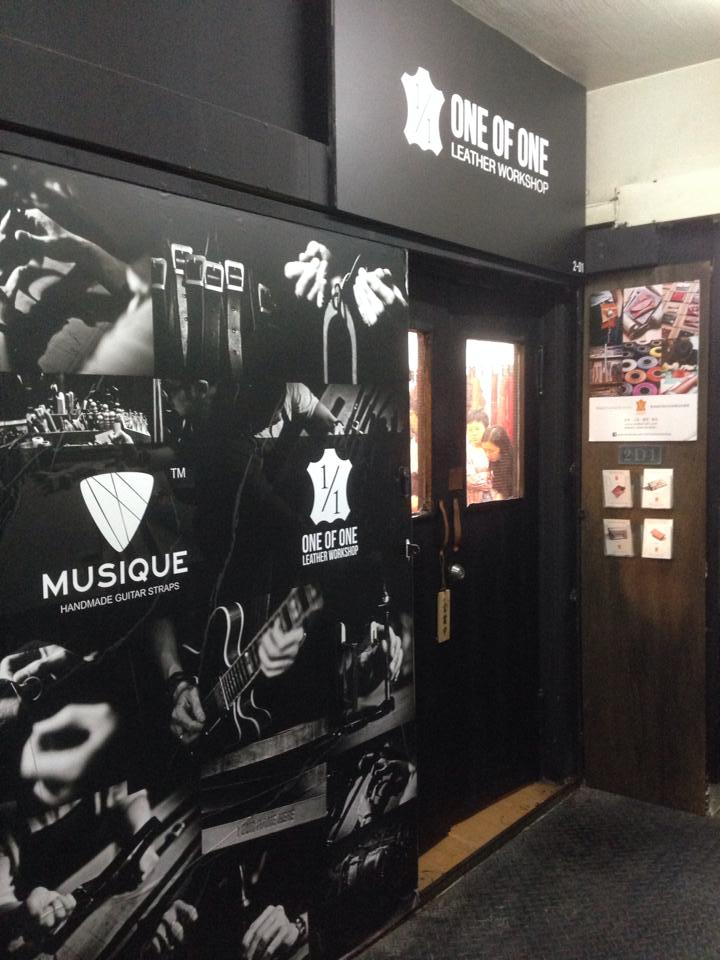
Atelier de cuir dans un bâtiment industriel de Kwun Tong.

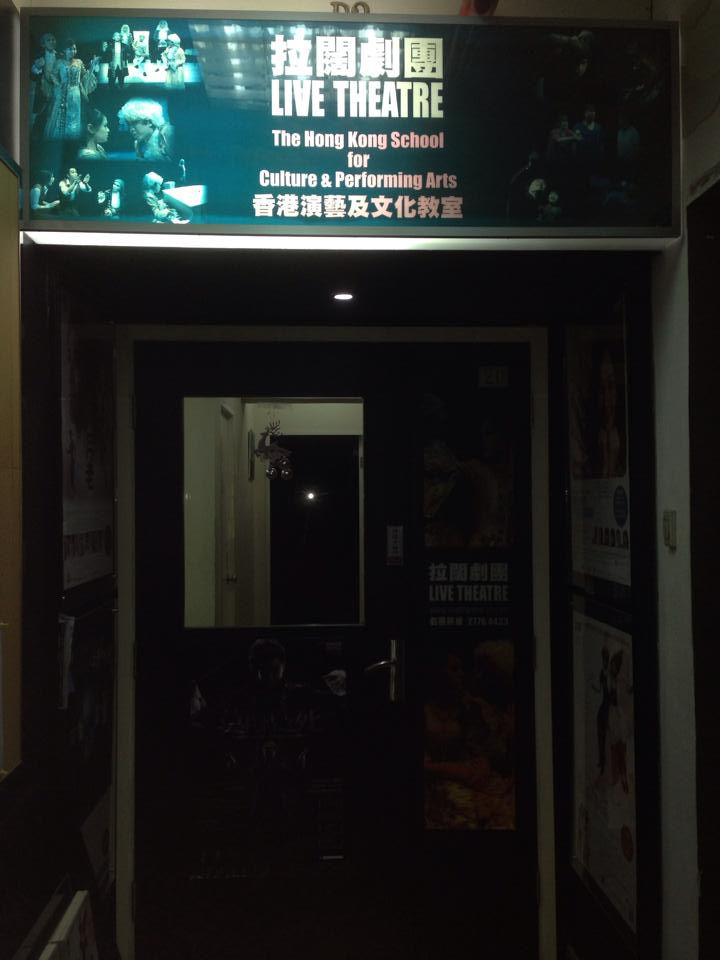
Théâtre des arts de la scène.

Le programme de revitalisation des bâtiments industriels est annoncé par le gouvernement de Hong Kong dans le discours politique 2009-2010. Les objectifs du programme sont de fournir plus d'espaces au sol pour des utilisations appropriées afin de répondre aux besoins sociaux et économiques changeants de Hong Kong. Il vise à réaménager des bâtiments industriels inutilisés et abordables en espaces pour de nouvelles entreprises, en particulier pour les « six industries piliers ».
Le programme est mis en œuvre depuis le 1er avril 2010. Il y a eu une revue à mi-parcours du dispositif en septembre 2011. Par la suite, la date limite de dépôt des candidatures a été prolongée du 31 mars 2013 au 31 mars 2016.

## Objectifs
Le projet comporte trois mesures principales :
- Abaisser le seuil de demande de propriété pour vente forcée pour réaménagement de 90 % à 80 %.
- Donner aux propriétaires la possibilité de payer la prime foncière évaluée en finançant à un taux fixe de 2 % sur cinq ans.
- Créez une modification de bail sur mesure qui offre une prime foncière en fonction de leur utilisation la plus appropriée[4].

Le gouvernement continue de fournir des espaces d'art dans des locaux industriels favorables. De 2010 à 2013, 13 demandes de réaménagement et 49 de conversion en gros ont été approuvées et il a fourni environ 680 000 m2 de zone à usage non industriel.

## Contexte
La revitalisation des bâtiments industriels est en cours dans les zones du projet de rénovation urbaine, par exemple Kwun Tong, Sham Shui Po et Kwai Chung (en). Plusieurs raisons conduisent au changement d'affectation des terres et au démarrage du dispositif. Il s'agit notamment de l'évolution de l'économie, les prix de location et les prix des bureaux d'achat ont considérablement augmenté au cours des dernières décennies, entraînant la fermeture des industries manufacturières traditionnelles. Dans de nombreuses circonstances, notamment en raison des facteurs économiques mentionnés, de nombreuses usines ont été délocalisées en Chine continentale. En conséquence, de nombreux bâtiments industriels sont devenus vacants ou sous-utilisés. Le taux d'inoccupation des bâtiments industriels était de 6,7 % en décembre 2007, ce qui indique qu'il y avait un gaspillage de précieuses ressources foncières dans la région. Afin de résoudre ce problème et de mieux utiliser les ressources, une réaffectation des ressources était nécessaire. Ainsi, le département des terrains (en) a mis en œuvre la conversion de bâtiments industriels à d'autres usages. Différents types d'entreprises ont été créées dans ces bâtiments et sont devenues prospères. Car ces immeubles sont géographiquement et économiquement favorables à différentes entreprises. Cela a rendu la conversion plus efficace et créé des opportunités d'emploi. La revitalisation des bâtiments industriels est évidemment rentable et bénéfique pour les propriétaires et les travailleurs à Hong Kong,.

## Processus de mise en œuvre
En septembre 2014, il y avait au total 100 demandes approuvées au titre des mesures de revitalisation. Il existe deux types d'applications dans ce programme, à savoir la conversion en gros et le réaménagement. Les applications de réaménagement sont principalement situées à Kwun Tong, Kwai Chung, Cheung Sha Wan (en), Yau Tong (en) et Wong Chuk Hang (en) tandis que les deux premiers endroits sont en même temps pour la conversion en gros. Les usages des bâtiments industriels se sont diversifiés.

## Types d'entreprises
Les bâtiments industriels sont répartis un peu partout à Hong Kong et il existe des concentrations variables de types d'entreprises. Ils peuvent être principalement classés dans les secteurs commerciaux suivants : alimentation, divertissement, sports et arts. Voici quelques exemples de grappe d'entreprises :
- Kwun Tong : postproduction de films et studios de musique
- San Po Kong (en) : spectacle vivant
- Chai Wan (en) : studios photo
- Fo Tan (en) : studios d'arts visuels

Les autres types d'entreprises comprennent les sports (par exemple, le ski, le snowboard, le baseball, le softball et le football), les ateliers d'arts créatifs (par exemple, atelier de cuir, peinture, sculpture, musique), les restaurants et les fermes (par exemple, ferme aquatique et plantation hydroponique).

### Restauration
Depuis que les loyers ont fortement augmenté à Hong Kong, de nombreux restaurants ont commencé à exploiter leurs propres entreprises dans les bâtiments industriels, en particulier les restaurants clandestins, qui sont une sorte de restauration à domicile qui propose des recettes uniques. Ces types particuliers de restaurants favorisent principalement des environnements de restauration tranquilles, adaptés à l'environnement isolé des bâtiments industriels. Des cours de cuisine sont également organisés dans ces immenses espaces. De plus, afin de répondre à ces tendances actuelles, les bâtiments industriels attirent de nombreux laboratoires et vendeurs d'aliments biologiques. L'environnement à grande échelle est suffisant pour que les propriétaires d'entreprise se procurent de grandes machines pour élever des fruits de mer et planter des légumes biologiques.

### Divertissement

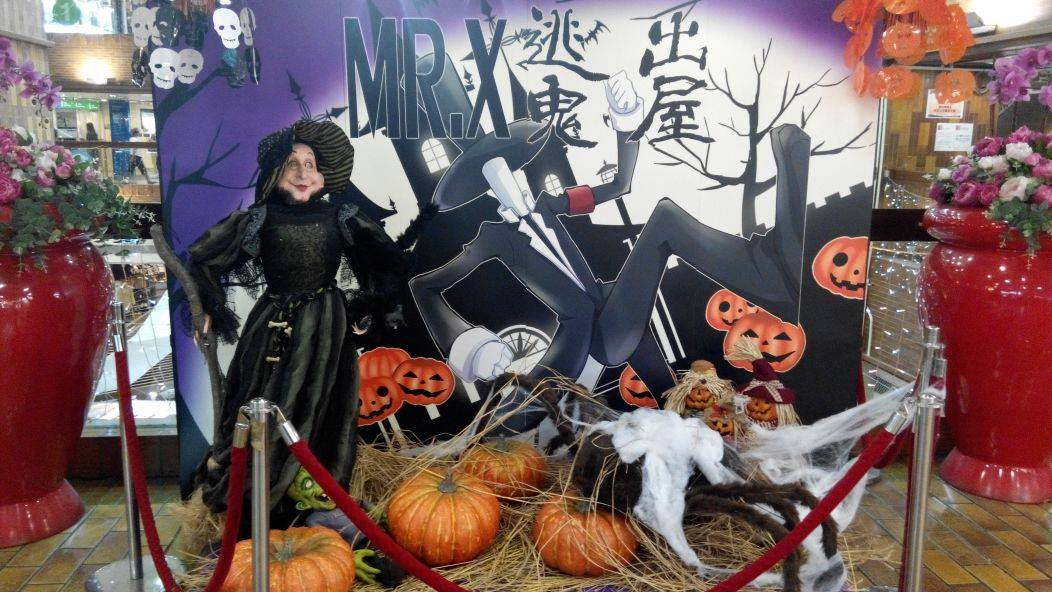
Escape game à Hung Hom.

Pour les bébés et les tout-petits, il existe des aires de jeux personnalisées pour jouer. Des fêtes d'anniversaire sont fréquemment organisées avec des jeux éducatifs pour les nourrissons. Pour les ados, les maisons fantômes et les jeux d'évasion sont des lieux de rassemblement un peu décalés. Pour les adultes, les caves à vin sont aussi un lieu de recherche de qualité de vie. Les gens peuvent déguster des vins et même leurs propres vins de fabrication maison.

### Sports
Les activités sportives peuvent généralement être trouvées à l'intérieur des bâtiments industriels revitalisés à Hong Kong, par exemple le golf, le tir à l'arc et les arts martiaux. Les centres de remise en forme ont également été bien accueillis par les Hongkongais. Contrairement à certains clubs sportifs existants, les activités sportives dans les bâtiments industriels revitalisés sont orientées vers la masse. Les clients peuvent profiter du plaisir de faire du sport en même temps à un coût relativement inférieur. Cela intéresse non seulement les amateurs de sport mais aussi les familles qui amènent leurs enfants à participer à des activités de loisirs.

### Arts
Malgré le fait que Hong Kong soit souvent qualifié de « désert culturel », le développement de l'art prospère dans les bâtiments industriels revitalisés. Les ateliers d'artiste et studios de musique sont devenus des éléments « incontournables » dans ces bâtiments. Des séances de peinture et d'art-jamming gratuits sont offerts aux personnes qui souhaitent échapper à leur vie trépidante et s'immerger dans la tranquillité. D'autre part, des ateliers de maroquinerie ou d'autres produits artisanaux sont proposés afin que les gens puissent mettre en valeur leur créativité. Du point de vue musical, les clients peuvent avoir la possibilité de créer de la musique et de la confiture, et d'apprécier les performances du groupe. Par exemple, il y a des maisons de scène dans la zone industrielle de Kwun Tong qui offrent un lieu de représentation pour les chanteurs et les groupes locaux.

## Limites

### Sécurité
Après le lancement du programme de revitalisation, les propriétaires peuvent demander au département des terrains (en) de modifier l'usage de ses locaux. Le département a une surveillance insuffisante de ces bâtiments industriels après l'approbation. Différentes variétés d'entreprises comme les auberges de vacances, les ateliers d'art et les centres sportifs sont développées, ce qui rend le département difficile à contrôler. Certains propriétaires développent des entreprises via cette faille administrative, gérant des bureaux à cloisons, des casinos, et des clubs de mahjong, créant de nombreux problèmes de sécurité pour le bâtiment. Les sociétés de triades et les activités des gangs peuvent s'immerger dans ces bâtiments et affecter l'ordre public. Certaines cabines ont de mauvaises installations de lutte contre l'incendie et court le danger de graves incidents.

### Faible incitation pour les propriétaires
De nombreux propriétaires de bâtiments industriels sont réticents à procéder à une revitalisation. Premièrement, en raison de l'emplacement et de l'environnement des locaux, par exemple, aucune fenêtre ni lumière du soleil n'entrave la transformation des bâtiments à d'autres fins commerciales telles que les auberges et les hôtels. Deuxièmement, les propriétaires doivent supporter le coût énorme de la revitalisation, de sorte qu'ils peuvent illégalement choisir d'apporter des modifications non autorisées à leurs bâtiments industriels à des fins commerciales afin de réduire les coûts. Troisièmement, la portée des nouvelles entreprises est limitée, car il est difficile pour les gens de connaître l'existence des magasins et nécessite donc un coût publicitaire important, ce qui entrave l'expansion des entreprises. Par conséquent, de nombreux propriétaires préfèrent laisser les bâtiments vacants plutôt que de prendre des mesures coûteuses et chronophages pour la revitalisation.

## Impact

### Impact positif
Fournir des terres pour diverses utilisations des terres
Considérant que l'espace terrestre à Hong Kong est rare par rapport à sa population, un développement continu est nécessaire pour suivre la croissance. Pour gérer le besoin d'espace commercial et résidentiel, d'anciens bâtiments industriels sont convertis en bureaux, zones résidentielles, hôtels et autres usages. Ceci est également particulièrement utile pour les industries culturelles et créatives qui peuvent nécessiter un grand espace commercial. Le centre des arts créatifs du Jockey Club en est un exemple. Le bâtiment rénové pour le centre était une usine de Shek Kip Mei (en), qui a été abandonnée depuis les années 1990. Il est converti en un centre d'art pour le développement culturel, et il dispose d'un espace de travail pour plus de 100 artistes et groupes artistiques,. De plus, il est moins coûteux et plus rapide de rénover de vieux bâtiments que d'en construire de nouveaux.
Minimiser les déchets et les coûts de construction
La revitalisation des anciens bâtiments industriels empêche la démolition, minimisant les déchets de construction et la pollution des sols.

### Impact négatif
Augmentation des frais de location
La politique de revitalisation des bâtiments industriels a entraîné une augmentation des frais de location, augmentant la valeur imposable de 2 % en 2012 et de 7 % en 2013. Une enquête menée en 2010 par le conseil de développement des arts de Hong Kong (en) a montré que plus de 60 % des utilisateurs de bâtiments industriels ont eu des problèmes en raison des augmentations de loyer.  L'augmentation moyenne était de 14 %. Selon un sondage proposé par le conseil, parmi 800 groupes artistiques louant des espaces dans des bâtiments industriels, 61,5% ont déclaré qu'ils faisaient face à une augmentation des frais de location, ce qui constitue une menace financière pour les groupes artistiques dont les revenus sont instables. Leurs frais de location, y compris le coût d'installation des climatiseurs et autres équipements, représentent la plus grande partie de leurs dépenses. En conséquence, certains groupes artistiques ou praticiens des arts choisissent de déménager des anciens bâtiments industriels.
Limites de la politique actuelle d'aménagement du territoire
Conformément aux lois d'urbanisme du bureau de développement (en) de Hong Kong , les industries culturelles et créatives (par exemple les technologies de l'information, les bureaux de conception et de production médiatique, les studios d'enregistrement audiovisuel, etc.) sont autorisées dans ces deux zones. Néanmoins, Mme Leung Po Shan, la porte-parole du Factory Artists Concern Group, a déclaré que les groupes dramatiques n'étaient pas autorisés à louer dans les usines.